# Homer Bailey
David Dewitt "Homer" Bailey, född den 3 maj 1986 i La Grange i Texas, är en amerikansk professionell basebollspelare i Major League Baseball (MLB) som är free agent. Bailey är högerhänt pitcher.
Bailey har tidigare spelat för Cincinnati Reds (2007–2018), Kansas City Royals (2019), Oakland Athletics (2019) och Minnesota Twins (2020).
Baileys främsta merit är att han vid två tillfällen, den 28 september 2012 och den 2 juli 2013, pitchat en no-hitter, det vill säga pitchat en hel match utan att tillåta en enda hit av motståndarnas slagmän. Det är ovanligt att pitcha mer än en no-hitter i MLB – före Bailey hade bara 30 pitchers i historien lyckats med det.

## Karriär

### High school
Bailey var en stjärnspelare under sin tid på high school i hemstaden La Grange. Under fyra år för skolan var han 41–4 (41 vinster och fyra förluster) med en earned run average (ERA) på 0,98 och 536 strikeouts på 298 innings pitched. Under hans sista år 2004 var han 15–0 med en ERA på 0,68 och 201 strikeouts på 92,2 innings pitched samt hade som slagman ett slaggenomsnitt på 0,400 och 33 RBI:s (inslagna poäng). Han utsågs av USA Today till det årets bästa high school-spelare i hela USA.

### Major League Baseball

#### Cincinnati Reds

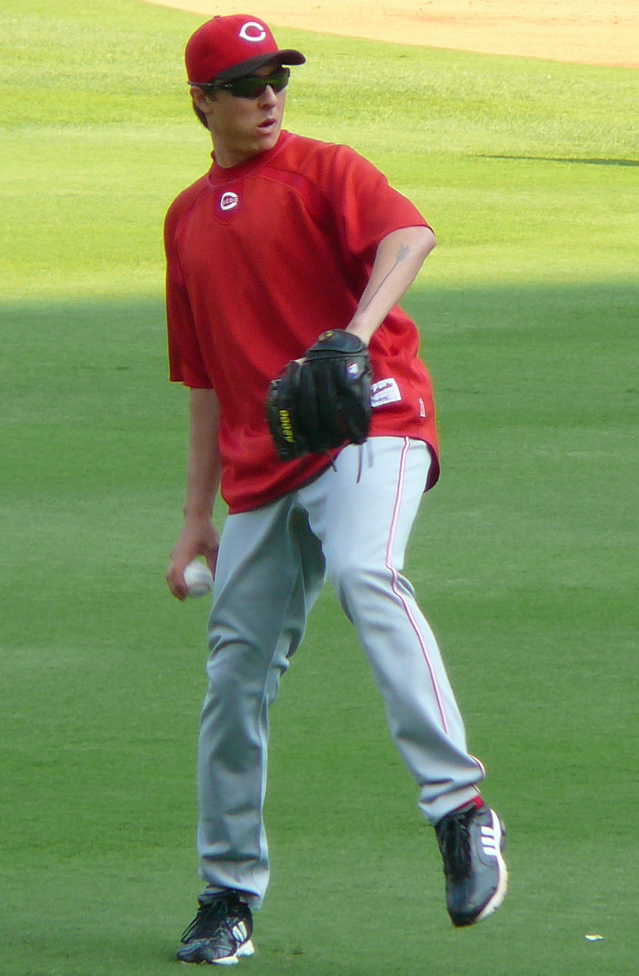
Bailey i Cincinnati Reds dräkt 2009.

Bailey draftades av Cincinnati Reds 2004 som sjunde spelare totalt och redan samma år gjorde han proffsdebut i Reds farmarklubbssystem. Efter tre säsonger i farmarligorna debuterade Bailey i MLB den 8 juni 2007.
Bailey skördade inte några större framgångar förrän 2012, då han startade 33 matcher, delat flest i National League, under vilka han var 13–10 med en ERA på 3,68. Den 28 september pitchade han en no-hitter i en match mot Pittsburgh Pirates. Det var Reds första no-hitter sedan 1988 och den första som drabbat Pirates sedan 1971.
Även 2013 var en fin säsong för Bailey då han var 11–12 med en ERA på 3,49 på 32 starter. För andra säsongen i rad pitchade han en no-hitter, denna gång mot San Francisco Giants den 2 juli. Ingen annan pitcher i MLB hade lyckats med en no-hitter mellan Baileys båda, och det var första gången sedan 1974–1975 (Nolan Ryan) som en pitcher i MLB pitchade två no-hitters utan att någon annan pitchade en no-hitter däremellan. Bailey blev den 31:a pitchern i MLB:s historia att pitcha mer än en no-hitter.
Bailey belönades av Reds inför 2014 års säsong med ett sexårskontrakt värt 105 miljoner dollar.
Under de följande säsongerna var Bailey mycket skadedrabbad och han genomgick bland annat en så kallad Tommy John-operation i armbågen 2015. I slutet av den för Bailey totalt misslyckade säsongen 2018, vid en tidpunkt då han var 1–14 med en ERA på 6,09, valde Reds att ta bort honom från spelartruppen trots att han var klubbens näst högst betalda spelare efter Joey Votto. Tidigare under den säsongen hade åsikten framförts att Baileys 105-miljonerskontrakt från 2014 var det sämsta pitcherkontraktet i MLB:s historia.
Efter 2018 års säsong trejdades Bailey till Los Angeles Dodgers som en del av en stor bytesaffär som involverade sju spelare, men han släpptes genast av Dodgers och blev free agent.

#### Kansas City Royals
Inför 2019 års säsong skrev Bailey på ett minor league-kontrakt med Kansas City Royals och bjöds in till klubbens försäsongsträning. Han lyckades ta en plats i spelartruppen när säsongen inleddes, men efter 18 starter med en ERA på 4,80 trejdades han i mitten av juli till Oakland Athletics.

#### Oakland Athletics
Under resten av 2019 var Bailey 6–3 med en ERA på 4,30 på 13 starter för Oakland. Efter säsongen blev han free agent igen.

#### Minnesota Twins
På nyårsafton 2019 skrev Bailey på ett ettårskontrakt värt minst sju miljoner dollar med Minnesota Twins. Han var dock skadad under större delen av den på grund av coronaviruspandemin kraftigt förkortade säsongen 2020 och startade bara två matcher innan han petades ur spelartruppen i säsongens slutskede.
Bailey fick inget kontrakt med någon ny klubb inför 2021 års säsong och togs i stället ut till USA:s landslag, som skulle kvala till sommar-OS i Tokyo.

#### Oakland Athletics igen
I slutet av juni 2021 kom Bailey överens med sin gamla klubb Oakland Athletics om ett minor league-kontrakt. Han fick aldrig chansen att spela för Oakland igen utan tillbringade säsongen i farmarligorna.